# Parque Lage
Le Parque Henrique Lage (ou simplement Parque Lage) est un parc public de la ville de Rio de Janeiro, situé au pied de la colline du Corcovado, dans le renommé quartier de la ville appelé Jardim Botânico. Il a une superficie de plus de 52 hectares et a été classé par l'Instituto do Patrimônio Histórico e Artístico Nacional le 14 juin 1957, comme patrimoine historique et culturel de la ville de Rio de Janeiro. Le palais abrite, depuis 1966, l'Institut des Beaux-Arts, qui en 1974 a donné naissance à l'École des arts visuels . Depuis 2004, le Parque Lage fait partie du parc national de Tijuca, sous l'administration de l'Institut Chico Mendes pour la conservation de la biodiversité.

## Histoire

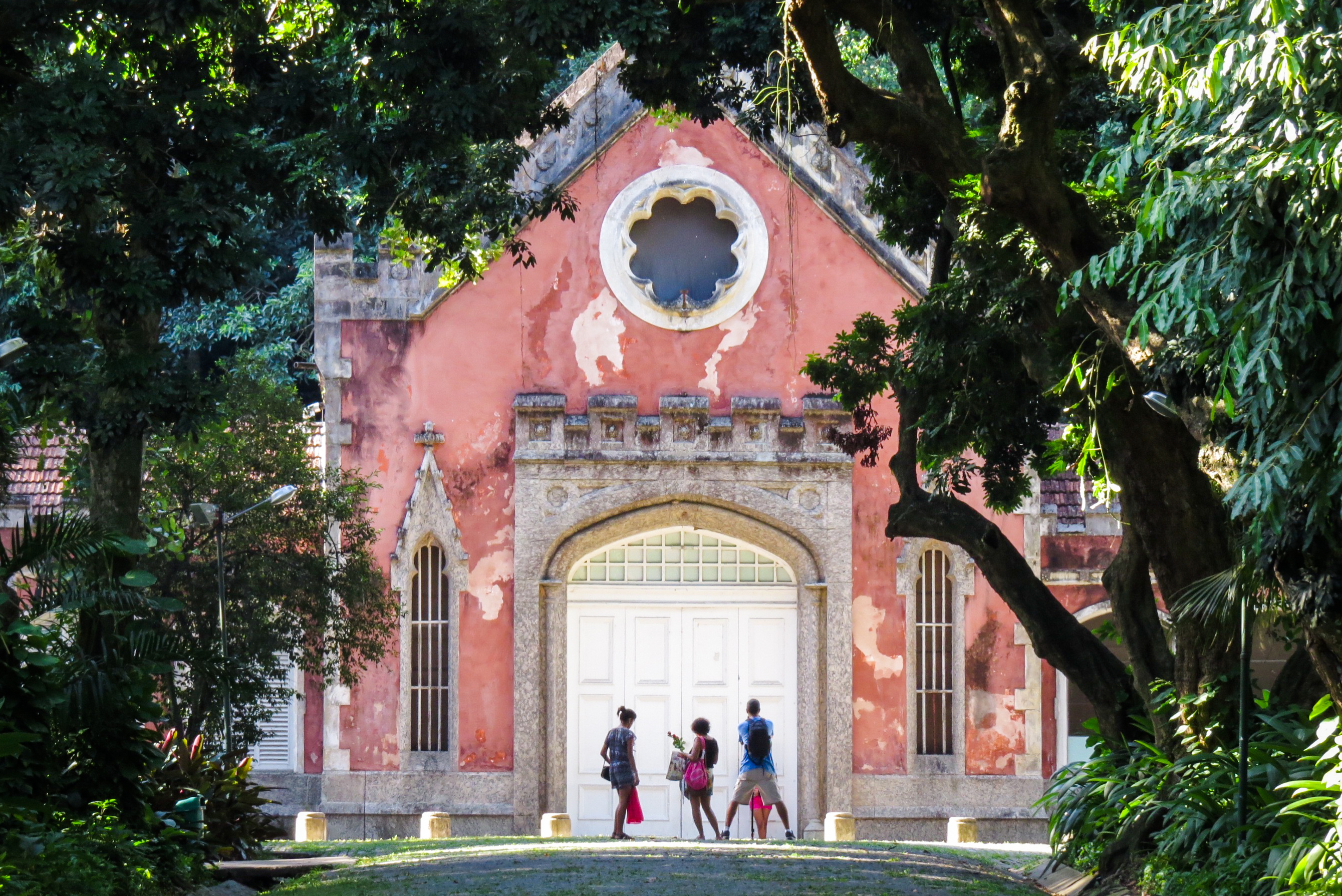
Écurie du Parque Lage.

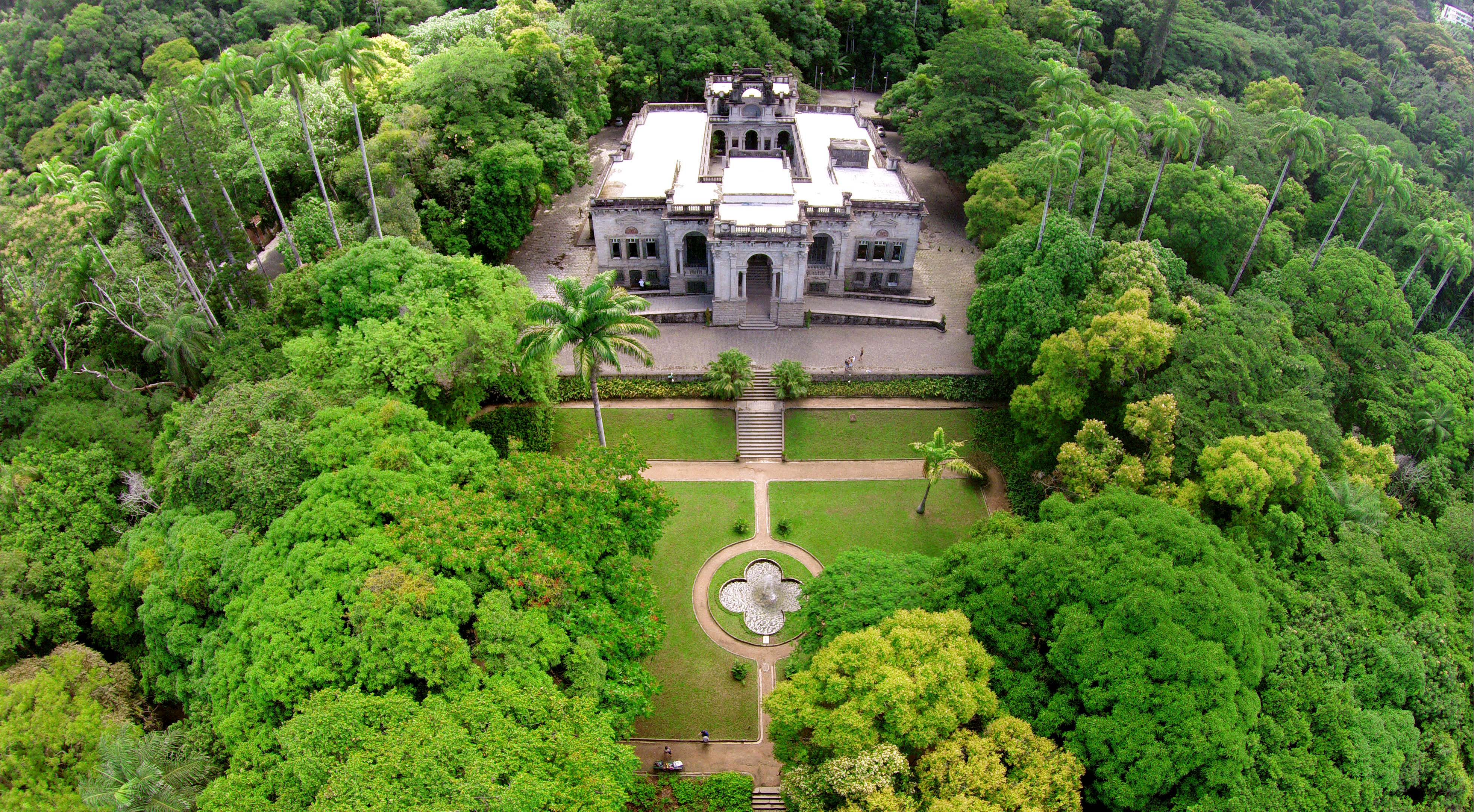
Vue aérienne du parc.

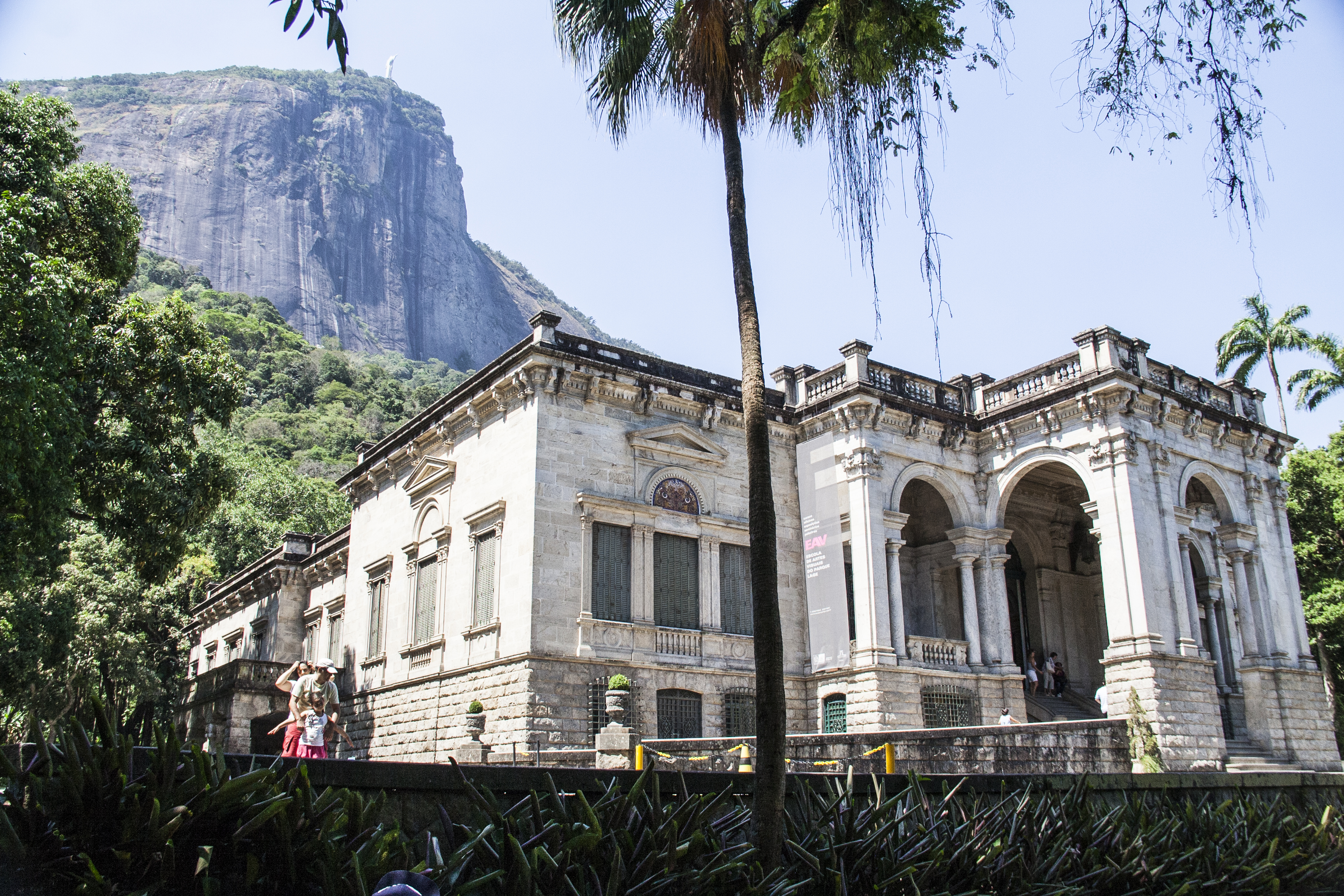
Vue latérale du palais du Parque Lage.

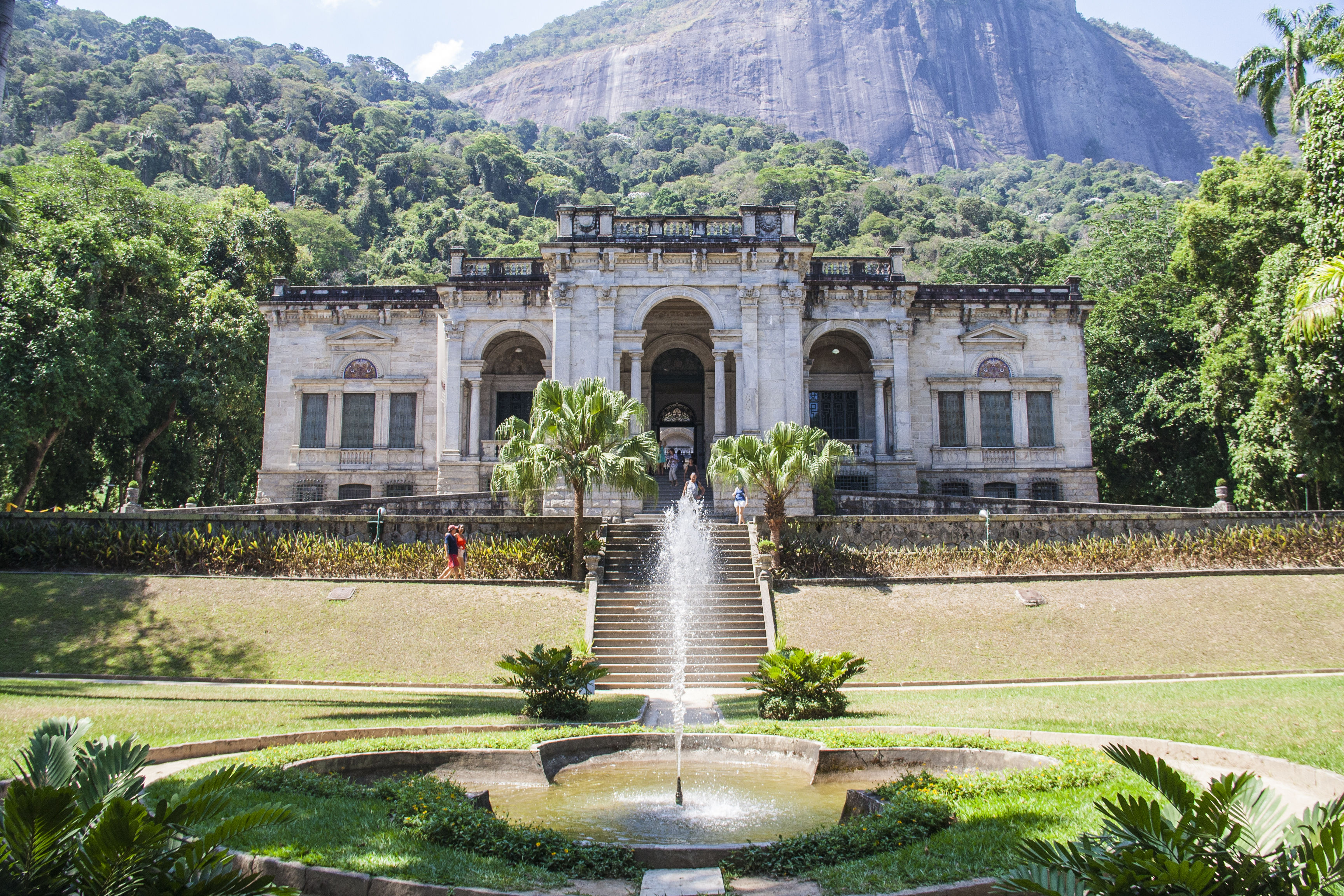
Palais du parc.

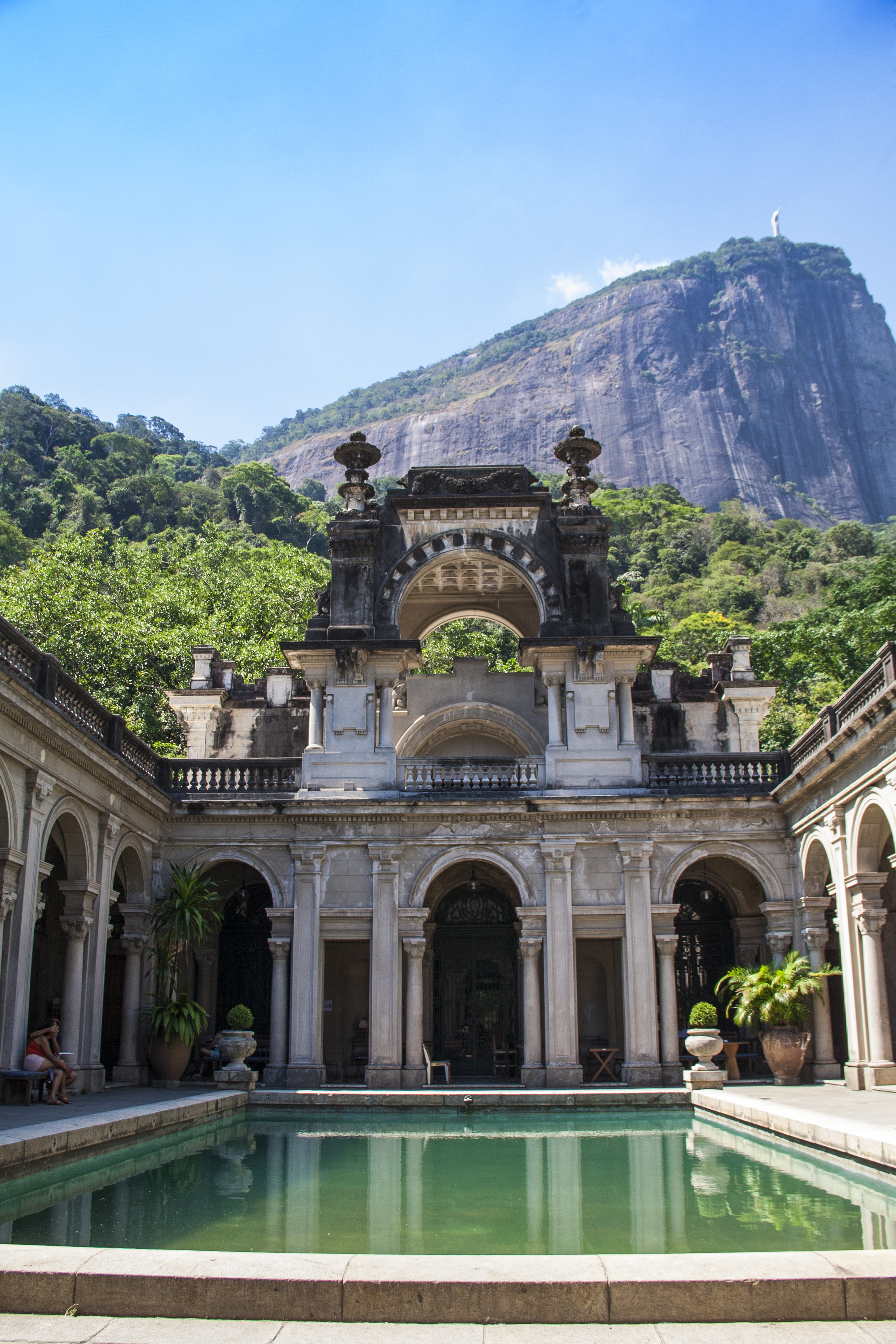
Cour du palais, avec la forêt de Tijuca et la montagne du Corcovado en arrière-plan.

L'histoire du Parque Lage commence en 1811, lorsque Rodrigo de Freitas Mello e Castro (pt) acquiert une ferme appartenant à Sebastião Fagundes Varela, sur les rives de la lagune Rodrigo de Freitas. John Tyndale, paysagiste anglais, reçoit, en 1840, la tâche de redessiner la ferme et dote son projet de tout le romantisme que l'on retrouve dans les parcs de sa terre natale. En 1859, le parc passe entre les mains d'Antônio Martins Lage. À ce moment, il reçoit le nom de "Parque dos Lage", qui plus tard, en 1900, revient à ses trois enfants en héritage. En 1913, la ferme est achetée par le Dr César de Sá Rabello, restant sa propriété jusqu'en 1920, lorsque Henrique Lage, petit-fils d'Antônio Martins Lage, réussit à récupérer l'ancienne propriété familiale.
Dans les années 1920, Henrique entame sa rénovation en invitant l'architecte italien Mario Vodret à remodeler le manoir qui avait appartenu à son père. Son style mêle différentes tendances de l'époque, créant un style éclectique, ce qui plaît à la chanteuse d'opéra italienne Gabriella Besanzoni, épouse d'Henrique Lage. En son centre se trouve une cour avec piscine et, sur sa façade, un imposant portique. Les jardins ont été dessinés géométriquement, en rapport avec la grandeur du manoir d'où l'on peut admirer le Corcovado.
En 1936, l'épouse d'Henrique Lage fonde la Sociedade do Teatro Lírico Brasileiro et, en 1948, de nouveaux habitants arrivent au manoir Lage : les petits-neveux de Gabriela, Marina Colasanti et son frère Arduíno Colassanti. À cette époque, Gabriella Besanzoni organise de magnifiques fêtes auxquelles participent les représentants les plus éminents de la société de Rio de Janeiro.
Cependant, endetté envers la Banco do Brasil du fait des affaires passées avec cette institution financière, Henrique Lage doit céder une partie de ses avoirs. Il donne une partie de ses actifs à la banque en paiement et vend une autre partie à des entrepreneurs privés. Afin de faire survivre le parc, ce dernier est classé comme patrimoine historique et artistique avec l'aide du gouverneur Carlos Lacerda en 1957,.
Dans les années 1960, une partie du terrain est achetée par l'homme d'affaires brésilien Roberto Marinho pour la construction du siège de TV Globo mais l'ensemble de la propriété est exproprié et transformé en parc public.
En 1966, l'Institut des Beaux-Arts est installé dans le palais. Cette institution, étant le théâtre de protestations étudiantes contre le démantèlement, est démantelée pendant la dictature militaire à l'initiative de Rubens Gerchman, son directeur. Le démantèlement de l'IBA, rebaptisé Escola de Artes Visuais, en 1975 par le Département de la Culture du Secrétariat d'État à l'Éducation, est resté assez mystérieux.

## Lieu de tournages
En 1967, le réalisateur Glauber Rocha a utilisé le bâtiment de style éclectique comme siège du gouvernement de la ville d'Alecrim, dans le pays fictif d'Eldorado, décor de son film Terre en Transe.
En 2003, le chanteur américain Snoop Dogg et le duo The Neptunes enregistrent une partie du clip de la chanson Beautiful (en) dans le Parque Lage . Pharrell Williams et les Black-Eyed Peas y ont également enregistré des vidéos.
C'est aussi l'un des décors de la série A Arma Escarlate, de l'auteure brésilienne Renata Ventura, publiée en 2011.

## Restauration
Le Parque Lage a été récupéré en 2002 par le Département Municipal de l'Environnement, par l'intermédiaire de la Fondation Parques e Jardins. Des tonnes d'ordures ont été enlevées, la fontaine a été rénovée et les chemins et sentiers ont été dûment réparés. Conformément à la demande de l'association des riverains, un trottoir extérieur a été aménagé, ainsi qu'un parking pour les personnes souhaitant visiter le parc. On trouve dans le parc une statue d'un peintre représentant le moment où le musicien Antonio Carlos Jobim, avec son fils João Francisco, plante un arbre. Cet hommage au compositeur brésilien et poète, réalisé en 1984, sert à montrer la nécessité d'une amélioration continue afin de conserver la beauté du parc.

## Attractions
Rio de Janeiro offre à ses résidents et touristes de passage une nature exubérante alliée à la modernité d'une grande métropole. Le Parque Lage a non seulement son raffinement naturel, en offrant à ses visiteurs sa belle forêt, ses palmiers impériaux, ses jardins construits selon des modèles européens, sa fontaine et ses bancs pour un moment de repos, mais aussi le raffinement classique de son architecture d'ensemble .
Le parc possède également un aquarium en mortier, qui imite les pierres et les troncs d'arbres ; des ponts, des bancs, des kiosques et une grotte. Des chemins de gravier conduisent les visiteurs à certains endroits avec une végétation abondante et à un lac, ce dernier connu sous le nom de "Lago dos patos" .
Le parc est aussi un lieu pour les enfants, avec des espaces de jeux (balançoires et toboggans), et pour les sportifs, la grande attraction étant le sentier qui mène au Corcovado, traversant les forêts du parc national de Tijuca .